# Katharina Fegebank
Katharina Fegebank (Bad Oldesloe, 27 de Fevereiro de 1977) é uma política alemã, filiado ao partido Aliança 90/Os Verdes, e segunda-prefeita da cidade Hamburgo e senadora para Ciência, Pesquisa e Igualdade. Durante entre junho de 2008 a maio de 2015, Fegebank foi presidente estadual do partido.

## Início de vida e carreira
Katharina Fegebank é filha de um casal de professores Jutta e Fritz Fegebank. Ela cresceu na cidade de Bargteheide, durante a Alemanha Ocidental, até se mudar em 1997 para o sul do país para estudar ciências políticas, inglês e direito público na Universidade de Freiburgo.